# Bon Voyage (倖田來未のアルバム)
『Bon Voyage』（ボン・ボヤージュ）は、日本の歌手・倖田來未の11枚目のオリジナルアルバム。2014年2月26日にrhythm zoneから発売。

## 解説
前作『JAPONESQUE』から約2年ぶり、そして産休を経て初のオリジナルアルバム。
本作より、「CD＋DVD」「CD＋Blu-ray」「CDのみ」、さらに2度目のファンクラブツアーを収録した「ファンクラブ限定盤（CD+DVD）」の合計4形態でのリリース。以降はこの傾向で販売される。

## コンセプト
本作のコンセプト・テーマは、“出航”。旅に出るときの、なんともえいないドキドキわくわく感を書いたこれまでとは異なるクリエイターやフィーチャリング・アーティストと創作を重ねたことで、我々の知らないあらたな倖田來未を表現していく内容となっている。

## 制作背景
これまでのアルバムは “恋愛” や “失恋” をテーマとした楽曲を収録していたが、今作は「恋しくて」のみに留め、その他は、キャッチーなダンスナンバー「LOADED」、グルーヴ感を引寄せた「Dreaming Now!」などなど、今までにない試みで制作した楽曲が多数収録されている。
本アルバムについて倖田は「私にとっては“愛”というのは大きなテーマではあるけれども、今回は一度、脱・恋愛でいきたいなって思ったんですよね。もちろん、結婚して、子供も産んで、新しい愛に出会ったからこそ感じることもある」「これまでの倖田來未のカラーとはちょっと違う、すごくおもしろいアルバムになったかなって思います。ずっと応援してくれてるファンの皆さんには馴染みのないサウンドが多いかもしれないけど、倖田來未というフィルターを通して、日本語で歌ってる分、聴きやすいかなと思うし、音楽好きの方が聴いたら、きっとカッコいいって思ってもらえるんじゃないかなと思ってて。音楽のジャンルやトラックの雰囲気は本当にいままでとぜんぜん違うので、ファンの皆さんはもちろん、ファン以外の方にも、色眼鏡を外して手にとっていただけたら、きっと気に入ってもらえるんじゃないか」と語っている。

## 楽曲解説
※ここでの解説はアルバム楽曲のみのを参照する（インストやインタルードは除く）。シングル楽曲の解説や詳細に関しては、各シングル曲を参照。
SHOW ME YOUR HOLLA
アルバムタイトルである『Bon Voyage』をテーマに、出航するとき、旅にでるときの、なんともえいないドキドキわくわく感をイメージして制作した。
MVは、シンプルに歌とダンスを中心にした映像になっている。全身で見せるダンスと歌をクローズアップして、楽曲の良さが引き立つ作品に仕上げている。振り付けは、世界中でワークショップを行っている若手の女性コリオグラファーを依頼。倖田は「これまでにはない表情や動きが取り入れられて、良い意味で新しい倖田來未を印象付ける楽曲に仕上がったのではないか」と語っている。
LOADED feat.Sean Paul
「TOUCH DOWN」（「Summer Trip」収録）の制作でトビー・ガッドのLAのスタジオに訪れた際に、「“この曲なんてどう？”」と聞かされたのが、本曲となっている。ショーン自身も本曲を鼻歌していたという。
倖田は「私、ショーン・ポールが大好きだったので、ぜひ歌わせてももらいたいってお願いして。「歌詞は、酒浸りの曲だけど、それも倖田來未っぽいのかもしれない（笑）」と語っている。
Winner Girls
これまでの楽曲として「show girl」に近い世界観をイメージして制作。
サウンド面では、古きサウンドを取り入れた1曲となり、ハモの積み方を現代の形として再現をしてる。
本曲について倖田は、「船上パーティーを楽しんだ夜を経て、朝起きるシーンからストーリーがスタート。マリンルックの女の子たちが、男の子の水兵をセクシーに誘いながら、船を掃除しているっていうイメージは、ジャケットのビジュアルともリンクしている」「ライブでサビをみんなが口ずさめる楽曲になったらいいな」と語っている。
Imagine
「恋しくて」を除くと、アルバム唯一のミドルスローテンポなナンバーとなっている。
倖田は「人は成長して変わっていかないといけないと思ってる。結婚して環境が変わった今の私は、ここで次のステージへ成長しなきゃいけない時期を感じ、気持ちを表現している曲」としている。
Let's show tonight
本アルバム制作の際に最終段階として急遽追加をした、このアルバムを最も象徴した楽曲となっている。
サウンドの面では、口笛と女性コーラス、生のドラムスティックがうつリズムと華やかなホーンがメインとなっている。
倖田は「波の音とカモメの鳴き声が聞こえるなか、新しい旅の出発を告げる汽笛が響き渡る。」「いい意味でダサかっこいい、“みんなで一緒に旅にでよう。いまからパーティーがはじまるよ”っていう歌詞も今アルバムの世界にピッタリなのでツアーを想像しながら聴いてもらえたら嬉しい」と語っている。
Crank Tha Bass feat.OVDS
サウンド面では「XXX」（シングル「Dreaming Now!」のカップリング）よりもローが強い、フロア志向で黒いグルーヴの曲にしたかったとしている。
本曲について倖田は「ドラムンベース寄りのクレイジーな曲を入れたいなって思って。そこで、何度か来日公演を見ていた、台湾のミクスチャーバンド、OVDSに声をかけて。もともとすごく声がいいし、ノリもカッコいいなって思ってたんだけど、一緒にレコーディングスタジオに入ってみて、改めてセンスがすごく高いって感じて。」「ちょっとルーズなラップをやる人もいるけど、彼は音感もリズム感もものすごい正確で驚いた」という。「これからも自分がカッコいいなって思うアーティストとは有名無名を問わず、積極的にコラボしていきたい。」と語っている。
LOL
タイトルは「LOL」(=Laughing Out Loud)の略語で、海外で通訳すると「“（笑）”」を意味するという。
「倖田自身の普遍的なテーマである、辛い時こそ笑い飛ばせ!!」をイメージした楽曲。
MVは、今作より監督を一新させた。これについて倖田は「新しいスパイスを入れたいっと思った。ずばり、笑わせることがテーマの曲なので、私がびっくり箱から出てきて歌ったり、いろんなジャンルのダンサーが仮面を付けて出てくる不思議な世界観の映像になっている」という。なお、MV撮影の当日は悪天候の中でのロケーションを即行。後に倖田は「迫力満点な映像に仕上がったんじゃないかと思い、ライブでもどういうシーンで使われるか楽しみにしていてほしい」と語っている。
On Your Side
本アルバムで唯一、本人以外に作詞を手掛けている。
倖田は「私をイメージして書いてくれたけど、“倖田來未はこういう風に見られてるんだな”っていう新しい発見があった」という。「私は笑顔が好きで、ファンのみんなの笑顔から元気をもらってる。もしかしたら無理してる部分もあるかもしれないけど、そんなことを考えてたら前に進めない。強く居続けるために目を伏せてきた部分が書かれていて、客観的に自分自身を見つめ直した気分」と語っている。
サウンド面ではレゲエ調に制作をし、「毎日努力し続けて少し疲れているような人の心にそっと寄り添えるような内容の歌詞なので、“どんなときでも私がそばにいるよ”という想いを込めて優しく歌った」としている。
U KNOW
アルバムの中ではいちなんポップなハッピーソングとしている。
倖田は「たとえそれが型にはまったことではなくて、人から風変りに言われることがあっても、やり続けていくことで周りも認めてくれるんじゃないかって。」「私自身もデビュー当時はさんざん言われたものだけど、だんだんと認められるようになった。私がライブのMCで必ず言っている、“自分らしくいてほしい。人は誰もが生まれながらにしてオンリーワンのものを持っている”」というメッセージ性を込めた楽曲としている。
倖田と親交のある卓球選手の石川佳純への応援曲が含まれており、発売当初は「どの曲が応援曲かは本人にだけ教える」として一般には非公表となっていたが、2020年2月11日に石川の地元である山口県のローカル特別番組『TOKYO2020へ！石川佳純 絶対応援宣言！！』（山口朝日放送）へのVTR出演の際に、本曲である事を明かした。

## 収録内容

### CD (全形態共通)
1. Introduction 〜Bon Voyage〜 [1:30]
作詞：Kumi Koda
作曲：Joseph Lawrence
インスト曲
2. SHOW ME YOUR HOLLA [3:12]
作詞：Kumi Koda, Liv NERVO, Mim NERVO
作曲：T-SK, Liv NERVO, Mim NERVO, Kim Tae Seong
3. LOADED feat.Sean Paul [4:16]
作詞：Arama Brown, Toby Gad, Sean Paul, Kumi Koda
作曲：Arama Brown, Toby Gad, Sean Paul, Kumi Koda
4. Winner Girls [3:18]
作詞：Kumi Koda, Albi Albertsson, Yuka Otsuki
作曲：Kumi Koda, Albi Albertsson, Yuka Otsuki
5. Imagine [4:13]
作詞：Kumi Koda
作曲：FAST LANE, Mats Lie Skare
6. 恋しくて [5:11]
作詞：Kumi Koda
作曲：Jam9・M.I / 編曲：Masaki Iehara
54thシングル表題曲
7. LALALALALA [3:34]
作詞：Kumi Koda
作曲：Figge Bostrom, Anna Engh
55thシングル「Summer Trip」収録曲
8. Let's show tonight [1:21]
作詞：Sonomi Tameoka, Kumi Koda
作曲・編曲：UTA
9. Interlude 〜Bon Voyage〜 [1:12]
作詞：Kumi Koda, Belle Humble, Will Simms
作曲：Kumi Koda, Belle Humble, Will Simms
インスト曲
10. TOUCH DOWN [3:43]
作詞・作曲・編曲：Kumi Koda, Toby Gad, Joanna Levesque
55thシングル「Summer Trip」収録曲
11. Crank Tha Bass feat.OVDS [3:14]
作詞：Kumi Koda, Kalis
作曲・編曲：Tommy Henriksen, Chioma Eze	Tommy Henriksen
12. LOL [3:28]
作詞・作曲・編曲：Kumi Koda, Bardur Haberg, Ronny Svendsen, Anne Judith Wik, Nemin Harambasic
13. Go to the top [3:47]
作詞：Kumi Koda
作曲・編曲：CLARABELL
53rdシングル表題曲
14. Dreaming Now! [4:14]
作詞：Kumi Koda
作曲・編曲：Mitsu.J
56thシングル表題曲
15. On Your Side [2:58]
作詞：MOMO"mocha"N.
作曲：Kipp Williams, Kyle Shearer
16. U KNOW [3:24]
作詞：Kumi Koda, Bruno Lopez, Loi Albringer, Martin Wiik, Glen Eriksson
作曲：Kumi Koda, Bruno Lopez, Loi Albringer, Martin Wiik, Glen Eriksson

### DVD・Blu-ray

#### CD+DVD・Blu-ray盤
Music Video
1. SHOW ME YOUR HOLLA
2. LOL
3. Dreaming Now!
4. TOUCH DOWN
5. LALALALALA
6. 恋しくて
7. Go to the top
8. SHOW ME YOUR HOLLA (Making Video)
ボーナス映像
9. LOL (Making Video)
ボーナス映像

### ファンクラブ限定盤 (DVD)
Koda Kumi Fanclub Live Tour ～Let's Party Vol.2～
1. Lay Down
2. UNIVERSE
3. ECSTASY
4. Candy
5. Hot Stuff
6. 最後の雨
7. you
8. Rain
9. You're So Beautiful
10. one
11. Medley
Can We Go Back / POP DIVA / Hey baby! / Whatchu Waitin' On?
12. Dreaming Now!
13. BRING IT ON

Encore
1. Good☆day

- Making of "Let's Party Vol.2"
ボーナス映像

## タイアップ
- ネッツトヨタ北海道エリアCMソング (#4)
- テレビ東京系アニメ『トータル・イクリプス』前期オープニングテーマ (#13)
- 2013年ワールドグランドチャンピオンズカップ テーマソング (#14)

## その他の収録アルバム (シングル曲除く)
- LOADED feat.Sean Paul
  - 『MY NAME IS...』(ファンクラブ限定盤)

## 収録ライブ映像 (シングル曲除く)
- SHOW ME YOUR HOLLA
  - 『Koda Kumi Hall Tour 2014 〜Bon Voyage〜』
  - 『KODA KUMI 15th Anniversary LIVE The Artist』
- LOADED
  - 『Koda Kumi Hall Tour 2014 〜Bon Voyage〜』
  - 『Koda Kumi 15th Anniversary Live Tour 2015 〜WALK OF MY LIFE〜』
  - 『KODA KUMI 15th Anniversary LIVE The Artist』
  - 『KODA KUMI LIVE TOUR 2017 〜W FACE〜』
  - 『KODA KUMI LIVE TOUR 2018 -DNA-【Bonus Footage】』(ファンクラブ限定盤)
  - 『KODA KUMI 20th ANNIVERSARY TOUR 2020 MY NAME IS...』
- Winner Girls
  - 『Koda Kumi Hall Tour 2014 〜Bon Voyage〜』
    - 『MY NAME IS...』(ファンクラブ限定盤)
- Imagine
  - 『Koda Kumi Hall Tour 2014 〜Bon Voyage〜』
- Let's show tonight
  - 『Koda Kumi Hall Tour 2014 〜Bon Voyage〜』
    - 『MY NAME IS...』(ファンクラブ限定盤)
- Crank Tha Bass
  - 『Koda Kumi Hall Tour 2014 〜Bon Voyage〜』
  - 『KODA KUMI 15th Anniversary LIVE The Artist』(メドレー)
※「CRANK THA BASS」として記載。
- U KNOW
  - 『Koda Kumi Hall Tour 2014 〜Bon Voyage〜』